# Sergei Wjatscheslawowitsch Agejew
Sergei Wjatscheslawowitsch Agejew (russisch Сергей Вячеславович Агеев; * 5. Juni 1984 in Pensa, Russische SFSR) ist ein russischer Eishockeytorwart, der seit 2011 beim HK Ertis Pawlodar in der kasachischen Meisterschaft unter Vertrag steht.

## Karriere
Sergei Agejew begann seine Karriere als Eishockeyspieler in seiner Heimatstadt in der Nachwuchsabteilung von Disel Pensa, für dessen zweite Mannschaft er in der Saison 2001/02 in der drittklassigen Perwaja Liga aktiv war. Anschließend spielte der Torwart drei Jahre lang in dieser Liga für die zweite Mannschaft von Sewerstal Tscherepowez, ehe er in der Saison 2005/06 für den ZSK WWS Samara sein Debüt im professionellen Eishockey gab, als er in der Wysschaja Liga, der zweiten russischen Spielklasse, in 23 Spielen auf dem Eis stand und einen Gegentorschnitt von 3.17 Gegentoren pro Spiel aufwies. In den folgenden drei Spielzeiten stand er für Samaras Ligarivalen Ischstal Ischewsk und Titan Klin zwischen den Pfosten.
Zur Saison 2009/10 wurde Agejew von Metallurg Nowokusnezk aus der Kontinentalen Hockey-Liga verpflichtet, blieb jedoch während der gesamten KHL-Spielzeit ohne Einsatz, weshalb er zur folgenden Spielzeit zu Sauralje Kurgan in die Wysschaja Hockey-Liga wechselte, die die Wysschaja Liga als zweite Spielklasse ersetzte. Zur Saison 2011/12 schloss er sich dem HK Ertis Pawlodar aus der kasachischen Meisterschaft an.